# Liste der Kulturgüter in Gottlieben
Die Liste der Kulturgüter in Gottlieben enthält alle Objekte in der Gemeinde Gottlieben im Kanton Thurgau, die gemäss der Haager Konvention zum Schutz von Kulturgut bei bewaffneten Konflikten, dem Bundesgesetz vom 20. Juni 2014 über den Schutz der Kulturgüter bei bewaffneten Konflikten sowie der Verordnung vom 29. Oktober 2014 über den Schutz der Kulturgüter bei bewaffneten Konflikten unter Schutz stehen.
Objekte der Kategorien A und B sind vollständig in der Liste enthalten, Objekte der Kategorie C fehlen zurzeit (Stand: 1. Januar 2023).

## Kulturgüter
| Foto |                                                                                 | Objekt                                              | Kat. | Typ | Standort                                           | Beschreibung |
| ---- | ------------------------------------------------------------------------------- | --------------------------------------------------- | ---- | --- | -------------------------------------------------- | ------------ |
| ja   | Datei hochladen · Wikidata zu Schloss Gottlieben (Q1652598)                     | Schloss Gottlieben KGS-Nr.: 05048                   | A    | G   | Am Schlosspark 6 727491 / 280644                   |              |
| ja   | Datei hochladen · Wikidata zu Gasthof Drachenburg (Q29882975)                   | Gasthof Drachenburg KGS-Nr.: 05047                  | B    | G   | Am Dorfplatz 7 727405 / 280660                     |              |
| BW   | Datei hochladen · Wikidata zu Schloss, mittelalterliche Burgstelle (Q134304561) | Schloss, mittelalterliche Burgstelle KGS-Nr.: 06942 | B    | F   | 727479 / 280651                                    |              |
| ja   | Datei hochladen · Wikidata zu Bodman-Haus / Grünes Haus (Q29882972)             | Bodman-Haus, Grünes Haus KGS-Nr.: 10983             | B    | G   | Am Dorfplatz 1 727373 / 280616                     |              |
| ja   | Datei hochladen · Wikidata zu Wohnhaus Zur Brücke (Q29882977)                   | Wohnhaus Zur Brücke KGS-Nr.: 13722                  | B    | G   | Am Schlosspark 1 / Ländlistrasse 2 727381 / 280545 |              |